# X Corp.
X Corp.는 일론 머스크가 트위터의 후계자로 2023년에 설립한 미국의 기술 회사이다. 이 회사는 소셜 네트워킹 서비스 X(구 트위터)를 소유하고 있으며 이를 다른 제품의 기반으로 사용할 계획을 발표했다.